# Mauricio Reinoso
Mauricio Javier Reinoso Fabara (Ambato, 16 marzo 1967) è un ex arbitro di calcio ecuadoriano, internazionale dal 1996 al 2008.
Attivo a livello nazionale dal 1994, ha iniziato ad arbitrare per la CONMEBOL durante la Coppa Libertadores 1997. Tra i suoi risultati più rilevanti si annoverano la partecipazione a undici edizioni della Coppa Libertadores, due presenze al Campionato sudamericano di calcio Under-20 (2003 e 2005), due partite di Copa América 2007 (tra cui la finale per il terzo posto) e la direzione di gare durante le qualificazioni a Germania 2006 e le successive per Sudafrica 2010.